# Oczeret sztyletowaty
Oczeret sztyletowaty (Schoenoplectiella mucronata (L.) J.Jung & H.K.Choi) – gatunek roślin z rodziny ciborowatych (Cyperaceae). Występuje w Afryce, Azji i w Europie. W Polsce znany z trzech współczesnych stanowisk, położonych w Kotlinie Oświęcimskiej i na Pogórzu Śląskim.

## Morfologia

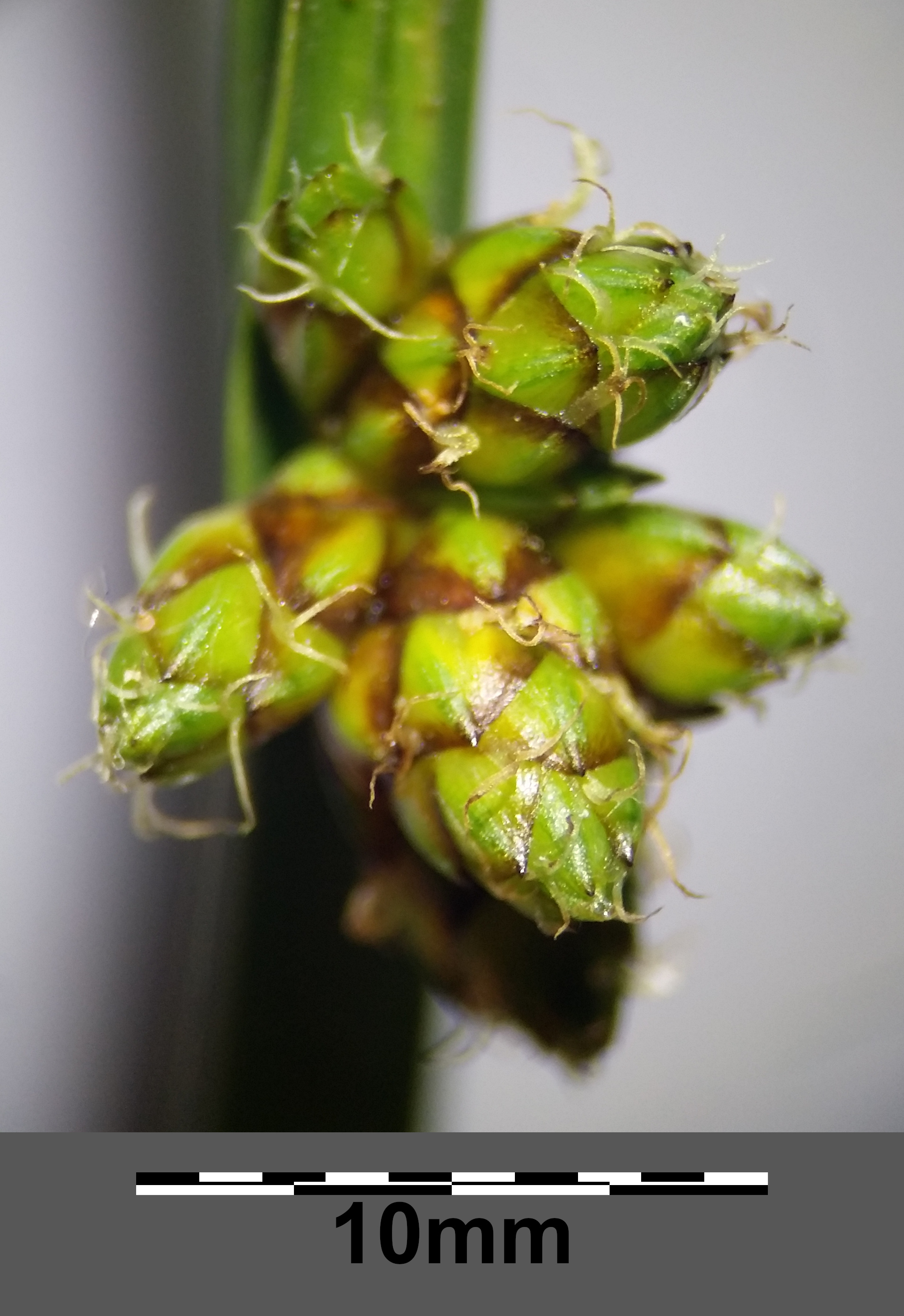
Kwiatostan

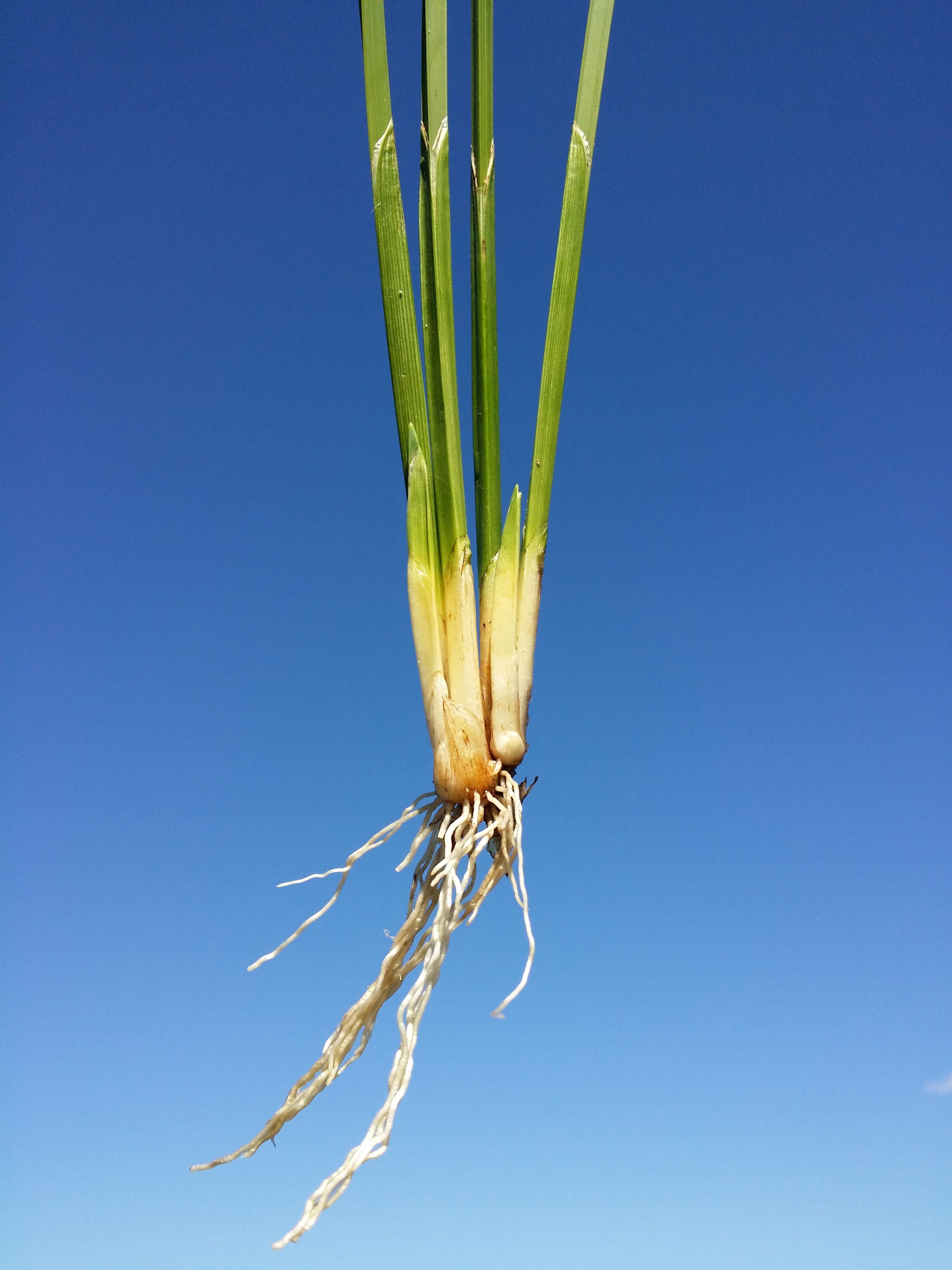
Nasady pędów

PokrójRoślina dorastająca do około 1 m wysokości, tworząca zwarte kępy.
ŁodygaTrójkanciasta, do 1 m wysokości.
KwiatyZebrane w 5-10 kłosów, te z kolei zebrane w główkę o średnicy ok. 1 cm z długą, odgiętą podsadką. Przysadki ostre. Okwiat złożony z 6 szczecinek. Słupek z trzema znamionami, trzy pręciki.
OwocSpłaszczony orzeszek długości ok. 2 mm.

## Biologia i ekologia
Bylina. Rośnie na błotnistych brzegach zbiorników wodnych. Kwitnie od sierpnia do października.   

## Zagrożenia i ochrona
Kategorie zagrożenia gatunku:
- Kategoria zagrożenia w Polsce według Czerwonej listy roślin i grzybów Polski (2006)[9]: E (wymierający); 2016: EN (zagrożony)[10].
- Kategoria zagrożenia w Polsce według Polskiej czerwonej księgi roślin (2001): VU (narażony na wymarcie); 2014: EN (zagrożony)[11].

Gatunek objęty ścisłą ochroną.

## Uprawa
Najlepiej rośnie w miejscu słonecznym ew. półcienistym. Rośliny są mrozoodporne. Wysadzane są na głębokości ok. 10 cm.